# Mufrid

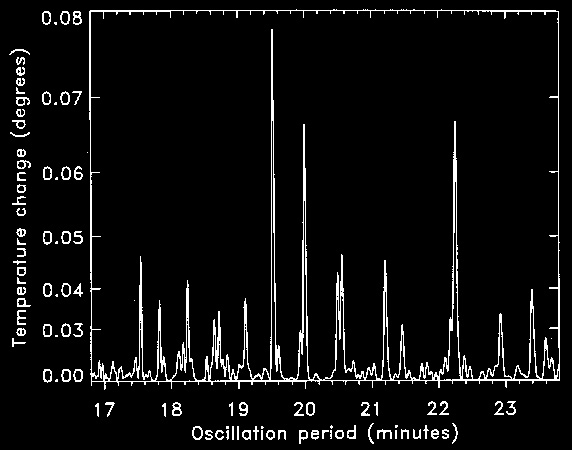
Ilustración

Mufrid o Muphrid (η Bootis / η Boo / 8 Bootis) es la tercera estrella más brillante de la constelación de Bootes después de Arturo (α Bootis) e Izar (ε Bootis). Con magnitud aparente +2,68, en el cielo aparece muy cerca de Arturo y de hecho ambas están a una distancia casi idéntica de la Tierra —37 años luz—, estando separadas sólo 3,24 años luz entre sí.

## Nombre
El origen del nombre de Mufrid es incierto. Parece que originariamente fue utilizado para designar a Arturo y posteriormente sirvió para nombrar otras estrellas de su entorno. La estrella aparece citada en el siglo XV por el astrónomo Ulugh Beg como Al Mufrid al Ramih, «la estrella solitaria del lancero».
Otro nombre que recibe la estrella es Saak, del árabe Al-Sak, «el hueso de la espinilla»; sin embargo, en la figura actual de la constelación, Mufrid aparece situada encima de la rodilla izquierda.
En astronomía china, junto a υ Bootis y τ Bootis, constituía Yew She Ti, el oficial situado a la derecha del emperador.

## Características físicas
Mufrid es una estrella subgigante amarilla de tipo espectral G0IV y 6100 K de temperatura superficial, algo más caliente que el Sol. Es una estrella que ha finalizado la fusión de hidrógeno en su núcleo y está abandonando la secuencia principal en su camino para convertirse en una gigante roja. Su luminosidad es 9 veces mayor que la del Sol, con un radio 2,7 veces más grande que el radio solar. Destaca por su alta metalicidad —contenido en elementos más pesados que el helio—, el doble que la solar. Más joven que el Sol, tiene una edad comprendida entre 2400 y los 2700 millones de años.
Mufrid parece ser una estrella binaria espectroscópica con un período orbital de 1,355 años; la excentricidad de la órbita (ε = 0,26) haría que la separación entre las dos componentes oscilara entre 0,03 y 0,52 UA, estando inclinado el plano orbital 157º respecto a la Tierra. No obstante, su naturaleza binaria no ha podido ser confirmada por interferometría de moteado. La estrella acompañante puede ser una enana roja, en cuyo caso sería de tipo M7 o posterior,
o bien una enana blanca.